# Barton (krater)
För andra betydelser, se Barton.
Barton är en nedslagskrater med en diameter på 52 kilometer, på planeten Venus. Barton har fått sitt namn efter den amerikanska läraren och sjuksköterskan Clara Barton.